# Horreur à Arkham
 (juillet 2022).
Si vous disposez d'ouvrages ou d'articles de référence ou si vous connaissez des sites web de qualité traitant du thème abordé ici, merci de compléter l'article en donnant les références utiles à sa vérifiabilité et en les liant à la section « Notes et références ».
Horreur à Arkham est un jeu de société coopératif, édité en 1987 par Chaosium, traduit en français par Jeux Descartes.
Une deuxième version complètement différente sort en 2005 éditée par Fantasy Flight Games, traduite en français par Edge Entertainment.
Une troisième  édition, encore différente, sort en 2018, toujours éditée par Fantasy Flight Games, traduite en français par Edge Entertainment.

## Description
Les joueurs prennent la place d'investigateurs dans la ville d'Arkham, ville imaginaire tirée des nouvelles de H. P. Lovecraft. Des portails y apparaissent vers d'autres dimensions. Les joueurs doivent repousser à eux tous la venue d'un Grand Ancien.

## Version de 1987
Cette version est beaucoup plus simple que la suivante. Arkham est représenté par un ensemble de routes, sur lesquelles les investigateurs avancent à coups de dés. Il y a quatre aptitudes : discussion, combat, savoir et discrétion, plus les valeurs de résistance et santé mentale. Les évènements sont consultés sur une table en lançant des dés, et il faut fermer les portails pour finir le jeu.

## Version de 2005
Le jeu se déroule dans la ville d'Arkham, ainsi que dans d'« autres mondes » d'où viennent les créatures ; on y parvient via les portails qui sont ouverts aléatoirement dans la ville.
La progression des joueurs, ou investigateurs, repose sur les « tests d'aptitude », réalisés en lançant un nombre de dés correspondant à ladite aptitude moins la difficulté de l'entreprise, et en comptant le nombre de 5 ou 6 réalisés. Par rapport à la version de 1987, il existe six statistiques pour chaque personnage qui influent sur les résultats des tests : Vitesse, Discrétion, Combat, Volonté, Savoir et Chance.  
- Vitesse détermine la capacité de mouvement des investigateurs et la réussite des tests de Vitesse.
- Discrétion permet à un investigateur d'échapper plus facilement à un monstre et détermine les résultats des tests de Discrétion.
- Combat influe sur le nombre de dés que peut lancer un investigateur en combat avec un monstre ou en test de Combat.
- Volonté permet de mieux résister à un test d'Horreur (pouvant entraîner une perte de Santé Mentale) provoqué par un monstre et conditionne les tests de Volonté.
- Savoir garantit plus de chances de succès lorsqu'un investigateur lance un sort ou subit un test de Savoir.
- Chance permet aux investigateurs de réussir plus facilement les tests de Chance des lieux et Autres mondes.

Leur survie dépend de leur nombre de points de santé mentale et de résistance : si l'un des deux tombe à zéro, ils se retrouvent respectivement à l'asile ou à l'hôpital et subissent des pénalités. Si les deux tombent à zéro au même moment, ils sont éliminés et le joueur continue la partie avec un nouveau personnage.
Chaque tour voit se déplacer les joueurs qui font des rencontres, interagissent et cherchent à récupérer des indices dans la ville. Après cette phase, les monstres envahissant la ville en surgissant par les portails reliant les autres mondes, puis sont déplacés suivant des règles définies sur une carte que l'on tire. De cette manière, l'ennemi commun des joueurs est complètement mené par le hasard.
Si les joueurs échouent à fermer les portails, au bout d'un certain temps le jeu bascule vers l'affrontement avec le Grand Ancien qui menace la ville. C'est une phase délicate, aussi est-il possible qu'aucun investigateur ne survive à la partie : dans ce cas aucun joueur ne gagne.

### Extensions
- Extensions cartes
  - La Malédiction du Pharaon Noir (2007) ajoute des cartes, sur le thème d'une exposition égyptienne (le Pharaon Noir est un Masque de Nyarlathotep). Une version révisée est sortie en 2012.
  - Le Roi en Jaune (2008) décrit l'arrivée en ville de la pièce de théâtre éponyme. Cette extension (format petite boîte) ajoute le mécanisme du héraut annonçant la venue du Grand Ancien.
  - La Chèvre Noire des Bois (2010) est une extension (format petite boîte) dont le thème en est l'émergence d'un nouveau culte dans la ville d'Arkham, culte que les investigateurs pourront tenter d'infiltrer au risque de sombrer dans la corruption. La Chèvre fait référence à  Shub-Niggurath.
  - Le Rôdeur devant le seuil (2011) inclut de nouveaux marqueurs portails spéciaux, des relations entre les joueurs, et des cartes de pactes que les joueurs peuvent faire avec le rôdeur.
- Extensions plateau et cartes
  - L'Horreur de Dunwich (2008), d'après la nouvelle du même nom, ajoute une nouvelle ville joignable par la gare, et une règle spéciale pour l'apparition de l'Horreur de Dunwich proprement dite. Y figurent également des cartes Folie et Blessure permettant de continuer à jouer en ayant perdu ses points de santé mentale ou résistance.
  - L'Horreur de Kingsport (2009) ajoute le plateau de la ville de Kingsport.
  - L'Horreur d'Innsmouth (2010) ajoute la ville d'Innsmouth ainsi que 16 nouveaux investigateurs, 8 grands anciens et deux hérauts.
  - L’Horreur de Miskatonic (2012) ajoute du matériel nombreux à toutes les extensions sorties auparavant.

## Version de 2018
Contrairement à la précédente qui présentait un plateau fixe, cette nouvelle version offre une surface de jeu modulable à base de tuiles qui peuvent se connecter à la manière d'un puzzle.
La boite de base contient 4 scénarios.

### Extensions
- Terreurs nocturnes,  se déroule toujours à Arkham. L'extension apporte de nouveaux mécanismes de jeu, augmente le nombre de rencontres possibles, et ajoute de nouveaux investigateurs et scénarios.
- Profondeurs Insondables est une extension grand format, qui transporte les joueurs dans les villes de Kingsport et Insmouth grâce à deux nouvelle tuiles. Elle ajoute également huit investigateurs et 4 scénarios.
- Les secrets de l'ordre. Cette troisième extension revient dans le quartier de French Hill de la ville d'Arkham, mais amène de nouvelles tuiles décrivant les souterrains de la ville. elle apporte 4 nouveaux investigateurs, trois scénarios et de nouvelles cartes rencontres et évènements.

## Accueil
Le jeu originel a reçu la récompense Best Fantasy Board Game aux Origins Awards de 1988.
Canard PC décrit le jeu comme un « incontournable ».

## Univers étendu
Le jeu a fait également l'objet d'une déclinaison en Jeu de cartes, et plus précisément sous la forme d'un Jeu de cartes évolutif, sorti en 2017 chez Fantasy Flight Games et traduit en français par Fantasy Flight Games France.
En 2021, Fantasy Flight Games édite un jeu totalement différent, mais se situant dans le même univers. Insondable est un jeu à rôles cachés avec traitres, reprenant le principe du jeu Battlestar Galactica créé par Corey Konieczka et déjà édité par Fantasy Flight Games. À la suite de la disparition de Fantasy Flight Games France, la version française est éditée par Asmodée Experts.
En anglais, une série de romans et recueils de nouvelles sont édités par Fantasy Flight Games : The Dark Waters Trilogy, The Lord of Nightmares Trilogy, et plusieurs livres indépendants.